# Траоре, Бубакар (футболист, 2001)
Бубакар Траоре (фр. Boubacar Traoré; род. 20 августа 2001, Бамако) — малийский футболист, полузащитник клуба «Вулверхэмптон Уондерерс» и сборной Мали.

## Клубная карьера
Траоре — воспитанник клуба АС Бамако. В 2019 году он подписал контракт с французский «Мец». Для получения игровой практики Бубакар начал выступать за дублирующий состав. 9 мая 2021 года в матче против «Нима» он дебютировал в Лиге 1. 16 мая в поединке против «Лорьяна» Бубакар забил свой первый гол за «Мец». В 2022 году клуб вылетел из элиты, но игрок остался в команде. 8 августа в матче против «Кана» он дебютировал в Лиге 2.
Летом того же года Траоре был арендован английским «Вулверхэмптон Уондерерс». 17 сентября в матче против «Манчестер Сити» он дебютировал в английской Премьер-лиге. 

## Международная карьера
В 2019 году Траоре стал победителем молодёжного Кубка Африки в Нигере. На турнире он сыграл в матчах против Буркина-Фасо, Ганы, Нигерии и Сенегала. В поединке против сенегальцев Бубакар забил гол. В том же году в составе олимпийской сборной Мали Траоре принял участие в Кубке Африки (до 23) в Египте. На турнире он сыграл в матчах против команд Египта, Камеруна и Ганы. 
В том же года Коне принял участие в молодёжном чемпионате мира в Польше. На турнире он сыграл в матчах против сборных Панамы, Саудовской Аравии, Франции, Аргентины и Италии. В поединке против саудитов Бубакар забил гол.
16 ноября 2022 года в товарищеском матче против сборной Алжира Траоре дебютировал за сборную Мали. 
В 2023 году Траоре принял участие в Кубке Африки в Кот-д’Ивуаре. На турнире он сыграл в матчах против команд Мали, Буркина-Фасо и Кот-д’Ивуара.
В 2024 году Траоре был включён в заявку олимпийской сборной Мали на участие в Олимпийских играх в Париже. На турнире он сыграл в матчах против команд Израиля, Японии и Парагвая.

## Достижения
Международные
 Мали (до 20)
- Победитель Молодёжного Кубок Африки — 2019